# Ptilinopus solomonensis
Ptilinopus solomonensis é uma espécie de ave da família Columbidae.
Pode ser encontrada nos seguintes países: Indonésia, Papua-Nova Guiné e Ilhas Salomão.
Os seus habitats naturais são: florestas subtropicais ou tropicais húmidas de baixa altitude.